# Villa Wenden
La villa Wenden es un edificio histórico situado en la ciudad de Cannes que hasta 1923 fue residencia de Federico Francisco III de Mecklemburgo-Schwerin y su esposa Anastasia Mijailovna de Rusia.

## Historia
La delicada salud de Federico Francisco III de Mecklemburgo Schwerin obligaba al joven matrimonio a pasar los inviernos en el sur de Europa, evitando residir en el clima húmedo y frío de Mecklemburgo. Siendo aún grandes duques herederos habían residido principalmente en Italia, posteriormente tras la accesión al trono de Mecklemburgo Schwerin, se llegó al compromiso de que la pareja residiría al menos 5 meses al año en el gran ducado de Mecklemburgo Schwerin y que sus hijos nacerían en el mismo. El resto del año la pareja podría residir donde gustase. 
La colonia rusa de Cannes, así como los múltiples famliares de la gran duquesa Anastasia, incluyendo a su padre el gran duque Miguel de Rusia, que residían en Cannes llevaron a la pareja a decidir su instalación en esta ciudad como residencia principal fuera del gran ducado. El terreno para la villa se situaba en la zona conocida como La Californie, una de las zonas más aristocráticas de Cannes. La villa fue construida entre 1887 y 1889; siendo su arquitecto el suizo Henri Bourrit. Fue la primera casa en Cannes con electricidad. Allí vivían la mitad del año junto con sus hijos Alejandrina, Federico Francisco y Cecilia. Como residencia principal de la familia granducal, en ella se produjeron acontecimientos familiares como la boda de la hija de la pareja, la princesa Alejandrina con el entonces príncipe Christian de Dinamarca, después rey de Dinamarca como Christian X. En la villa fallecería, en extrañas circunstancias, Federico Francisco III, oficialmente, tras caer desde la terraza del jardín. Durante su viudedad, la gran duquesa Anastasia, continuaría residiendo en la villa y siendo una de las grandes anfitrionas de la Riviera Francesa. Tras la muerte de Anastasia, la villa fue heredada por su hija Alejandrina, reina consorte de Dinamarca.
Posteriormente la villa fue vendida a M. Gruss-Gallieni, yerno del mariscal Gallieni, conocido por ser el pacificador de Madagascar. Con este motivo la villa fue renombrada como Le Rouve, que en malgache significa señor. En la actualidad está dividida en pequeñas propiedades privadas.

## Descripción
La villa se encuentra situada en la zona este de la ciudad de Cannes, en concreto en la zona conocida como La Californie. Inicialmente se trataba de un suntuoso edificio de tres cuerpos en estilo italianizante, con un amplio jardín con contrafuertes debido al fuerte desnivel. El cuerpo central constaba de tres alturas, siendo de dos los cuerpos laterales. Al menos hasta 1926, año en el que se inicia su venta por la reina Alejandrina de Dinamarca, la vivienda constaba de una planta semisótano, una planta baja y dos plantas en altura. El terreno en el que se enmarcaba la villa era de unos 8.000 metros cuadrados. La ubicación excepcional permite magníficas vistas sobre la bahía de Cannes y llegar a ver incluso las islas de Lérin y el macizo de Estérel.

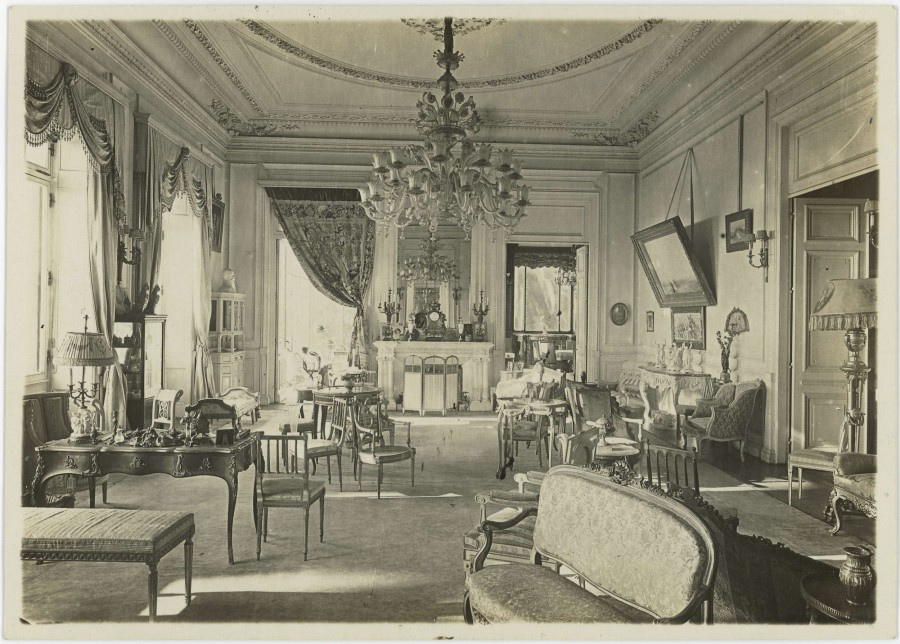
Vista del gran salón de Villa Wenden, cuando era residencia de la gran duquesa viuda Anastasia.

Posteriormente tras su transformación en múltiples residencias, la altura de los cuerpos laterales de la villa fue aumentada en un piso.
El interior de la villa, a tenor de la nota existente en el momento de su venta por parte de la reina de Dinamarca constaba de 45 estancias en total, estando repartidas de la siguiente forma por pisos:
- Planta semisótano: gran cocina y dependencias anejas, habitaciones para el personal, bodegas de vino y carbón, etc.
- Planta baja: grandes y pequeños salones, biblioteca, jardín de invierno, comedor (habitaciones que comunicaban entre ellas)
- Primer y segunda plantas: cuartos, cuartos de baño, cuartos de ropa blanca, etc.

Durante el período en el que permaneció en manos de la casa de Mecklemburgo-Schwerin la villa se encontraba suntuosamente decorada.
El jardín contaba con palmeras, rosales y mimosas. Contaba asimismo con una pista de tenis, deporte muy favorecido por Federico Francisco y Anastasia, además de un garaje y dependencias para los jardineros.